# Thenailles
Thenailles ist eine französische Gemeinde mit 221 Einwohnern (Stand 1. Januar 2022) im Département Aisne in der Region Hauts-de-France. Sie gehört zum Arrondissement Vervins, zum Kanton Vervins und zum Gemeindeverband Thiérache du Centre.

## Lage
Die Gemeinde Thenailles liegt am Vilpion in der Thiérache, drei Kilometer südöstlich von Vervins. Nachbargemeinden von Thenailles sind Vervins im Nordwesten und Norden, Landouzy-la-Cour im Nordosten, Harcigny im Osten und Südosten, Braye-en-Thiérache im Süden sowie Hary im Westen.

## Bevölkerungsentwicklung
| Jahr                       | 1962 | 1968 | 1975 | 1982 | 1990 | 1999 | 2006 | 2015 | 2022 |
| Einwohner                  | 343  | 336  | 296  | 293  | 303  | 284  | 260  | 228  | 221  |
| Quellen: Cassini und INSEE |      |      |      |      |      |      |      |      |      |

## Sehenswürdigkeiten

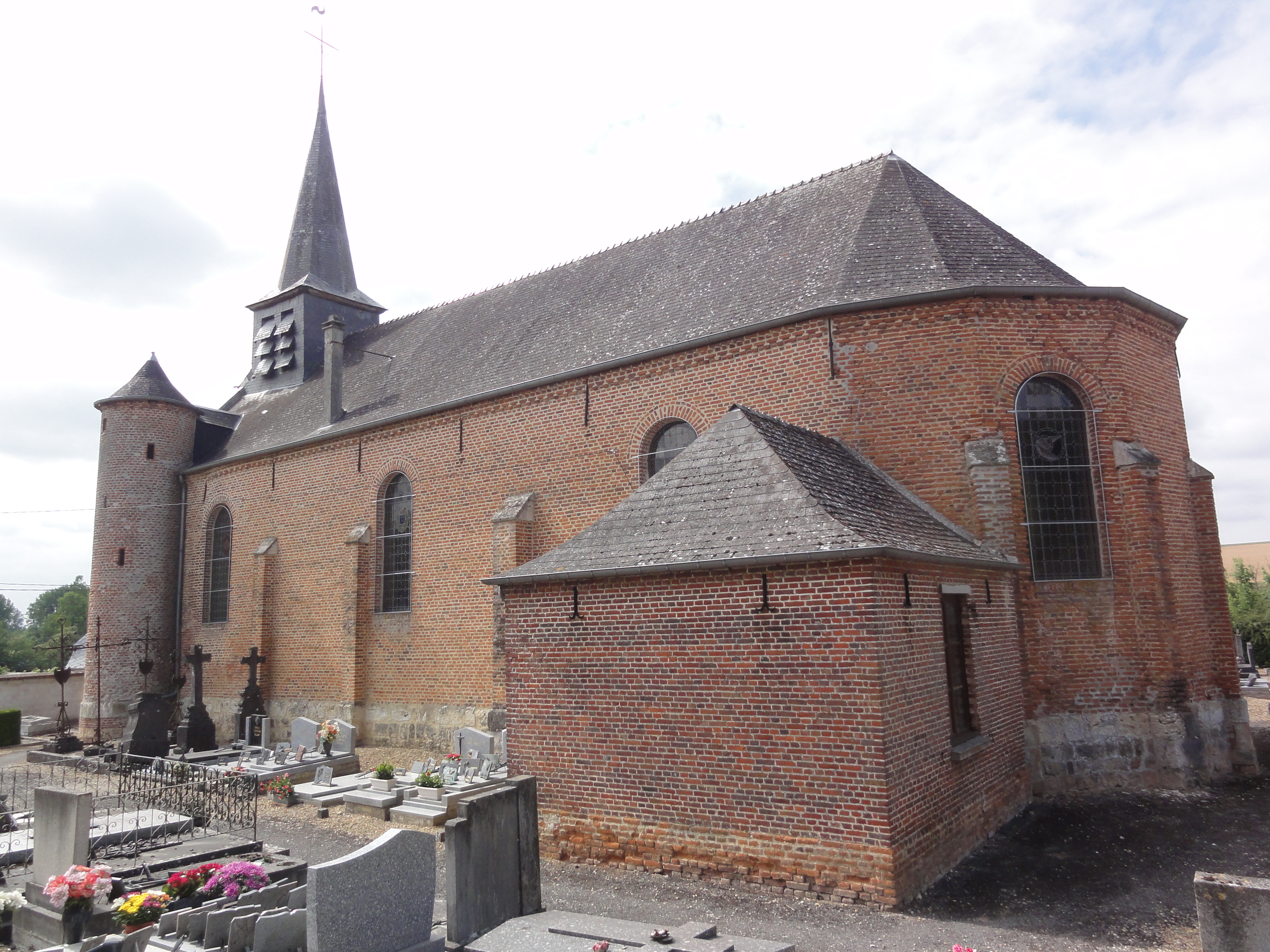
Kirche Saint-Côme-et-Saint-Damien
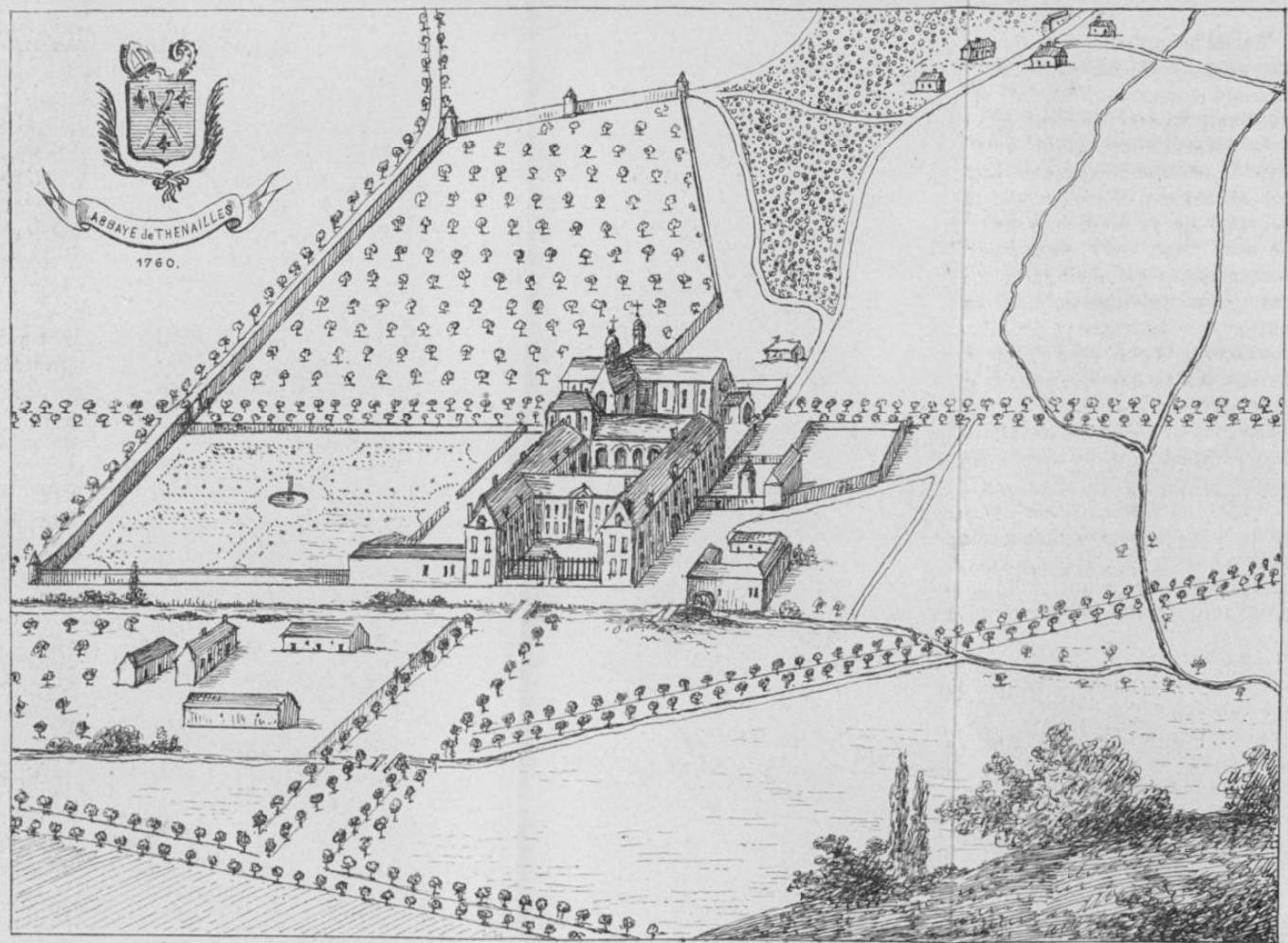
Ehemaliges Kloster, um 1760
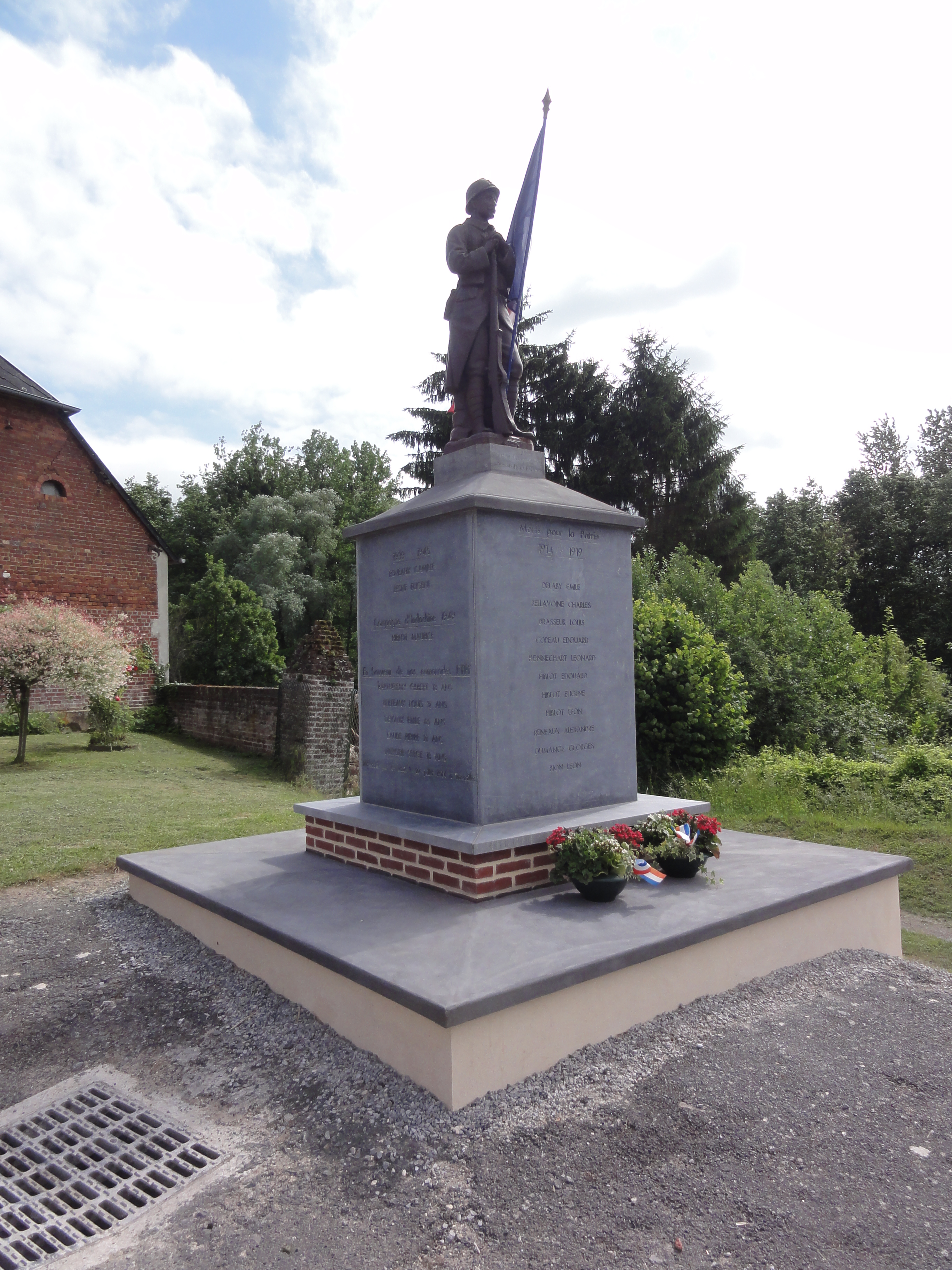
Gefallenendenkmal

- Kirche Saint-Côme-et-Saint-Damien
- Ehemaliges Kloster, um 1760
- Gefallenendenkmal